# Ponts Bessons de Tolosa

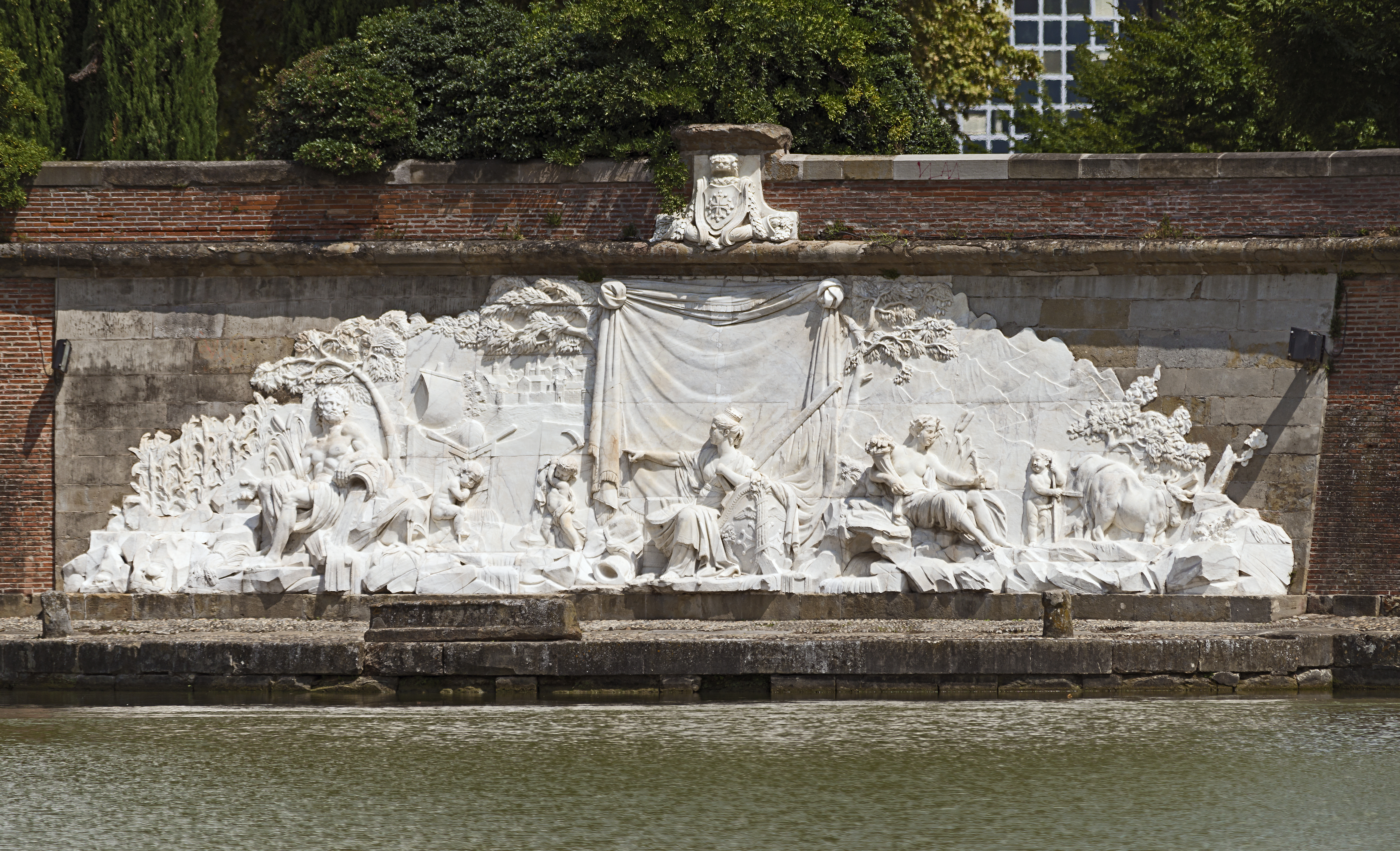
Baix relleu de François Lucas

Els Ponts Bessons (occità: Ponts Bessons; francès: Ponts-Jumeaux) és un conjunt de tres ponts del segle xviii construïts a Tolosa de Llenguadoc. Avui és també el nom d'un barri de Tolosa.

## Els ponts
La denominació de Ponts-Jumeaux (Ponts bessons) designa dos ponts construïts el 1774 per Joseph-Marie de Saget, enginyer del Llenguadoc, sobre el Port de l'Embocadura de Tolosa. Hi ha tres ponts, cada un és l'entrada d'un canal: el Canal del Migdia, per al pont central; el canal lateral de la Garona, per al pont nord; i el Canal de Brienne per al pont sud. El pont nord va ser unit durant la construcció del canal lateral de la Garona el 1844 i no es va canviar el nom, tot i que a partir de llavors són tres.
Es va col·locar un baix relleu entre els dos ponts al costat sud fet per l'artista tolosà François Lucas el 1775 en marbre de Carrara. Aquesta escultura representa Occitània en forma de dona que sosté la proa d'una barca amb les armes del Llenguadoc. En un gest de comandament, Occitània ordena al seu canal de rebre les aigües de la Garona, mentre que dos joves obren el canal de Brienne amb pics. Un altre personatge femení representa la Garona que té un corn de l'abundància, amb un llaurador al seu costat que estimula els bous per llaurar la plana del Lauragais.

## El barri
Ponts-Jumeaux va donar nom a un barri residencial al nord de la ciutat de Tolosa, unit al gran barri núm. 4. Avui dia forma part del sector nord.